# Сіява
Сія́ва (рос. Сиява, чув. Сиява) — село у складі Поріцького району Чувашії, Росія. Адміністративний центр Сіявського сільського поселення.
Населення — 328 осіб (2010; 511 у 2002).
Національний склад:
- росіяни — 90 %